# Syria
Syria (arab. ‏سوريا‎, trl. Sūrijā, trb. ‏Surija‎), nazwa oficjalna: Syryjska Republika Arabska (ar. الجمهورية العربية السورية, trl. Al-Ǧumhūrijja ăl-ʿArabijja ăs-Sūrijja, trb. Al-Dżumhurijja al-Arabijja as-Surijja) – państwo arabskie na Bliskim Wschodzie.
Graniczy z Turcją (822 km), Irakiem (605 km), Jordanią (375 km), Libanem (375 km) i Izraelem (76 km). Długość wybrzeża wynosi 193 km. Najwyższym punktem jest Hermon (2814 m n.p.m.).
Nazwa Syria pochodzi od luwijskiego słowa, zapisanego w VIII wieku p.n.e. jako „Sura/i” i starożytnej greki: Σύριοι, Sýrioi, lub Σύροι, Sýroi; oba pochodzą od jeszcze wcześniejszego słowa Aššūrāyu z północnej Mezopotamii.
Z perspektywy historycznej nazwa „Syria” odnosi się do regionów północnego Lewantu, obejmując także m.in. dzisiejszy Liban, Aleksandrettę (obecny İskenderun) i starożytne miasto Antiochię (stolicę syryjską z czasów przedmuzułmańskich). W jeszcze szerszym znaczeniu, jako Wielka Syria lub Syropalestyna, nazwa Syria obejmuje w języku polskim także tereny dzisiejszych Izraela, Palestyny, Jordanii, a także Synaju, Cylicji i innych ziem, od Taurusu (gór w Turcji) po Pustynię Syryjską i od Morza Śródziemnego po Eufrat. W tym znaczeniu jednak w języku arabskim używana jest nazwa الشام, trl. Aš-Šām, trb. Asz-Szam, co jest też potoczną nazwą obecnej stolicy regionu i państwa Syrii, czyli Damaszku.

## Historia
Pierwsze państwo na terytorium Syrii to Ebla, po raz pierwszy wymieniona w tekście syryjskim datowanym na ok. 2500–2400 p.n.e. Później była ważną prowincją rzymską, podbitą w 64 p.n.e. przez Pompejusza. Pozostała pod panowaniem rzymskim (bizantyjskim). W latach 634–637 Syria została podbita przez Arabów. W 661 Damaszek stał się stolicą kalifatu Umajjadów, stając się centrum kulturalnym świata islamu. Po przeniesieniu przez Abbasydów stolicy do Bagdadu w 750 Syria znalazła się na obrzeżach muzułmańskiego świata. W 877 Tulunidzi przyłączyli ją do Egiptu. Na terenie Syrii dynastie egipskie toczyły wojny z Mongołami, krzyżowcami i Bizancjum. Doprowadziło to do wyludnienia kraju i osłabienia go gospodarczo. W latach 1400–1401 miał miejsce najazd wojsk Timura na północną Syrię, złupienie i wymordowanie mieszkańców Aleppo, Hamy, Homs i Damaszku. W 1517 Syrię przyłączono do Imperium Osmańskiego. W 1831 Syrię zajęły wojska paszy Egiptu Muhammada Alego, jednak na skutek nacisków europejskich mocarstw i buntu miejscowej ludności wojska musiały wycofać się z Syrii na rzecz Turcji w 1840. Pod koniec XIX wieku wzrosła świadomość narodowa, co spowodował kontakt z kulturą Zachodu; Syria odrodziła się politycznie i gospodarczo, a przyczyniła się do tego m.in. budowa Kanału Sueskiego.

Mapa mandatu Syrii

### Czasy międzywojenne
Na mocy traktatu wersalskiego (1919) tureckie posiadłości na Bliskim Wschodzie oddano pod mandat francusko-brytyjski, zgodnie z umową Sykes-Picot z 1916. W marcu 1920 Kongres Narodowy proklamował niepodległość Wielkiej Syrii. Jej królem został ogłoszony Fajsal I. 24 kwietnia 1920 Francja i Wielka Brytania dokonały podziału Bliskiego Wschodu, w wyniku którego terytorium Wielkiej Syrii i Libanu przypadło Francji (patrz: Konferencja w San Remo).
W sierpniu 1920 Francuzi dokonali podziału Wielkiej Syrii. Wydzielono Wielki Liban. Pozostałą część Syrii podzielono wedle kryteriów religijnych na 4 małe państwa: Damaszek, Aleppo, Latakię i Dżabal ad-Duruz. W 1925 Damaszek i Aleppo połączono w Państwo Syrii. W 1936 podpisano traktat, który zobowiązywał Francję do przyznania Syrii pełnej niepodległości (nie został on przez Francję ratyfikowany). W 1940 Syria znalazła się pod władzą rządu Vichy. Po wyzwoleniu w 1941 komitet Wolnej Francji ogłosił niepodległość Syrii, która została oficjalnie ogłoszona przez Syrię w 1943. W 1944 do państwa syryjskiego przyłączone zostały Latakia i Dżabal ad-Duruz. W 1945 Syria współtworzyła ONZ.

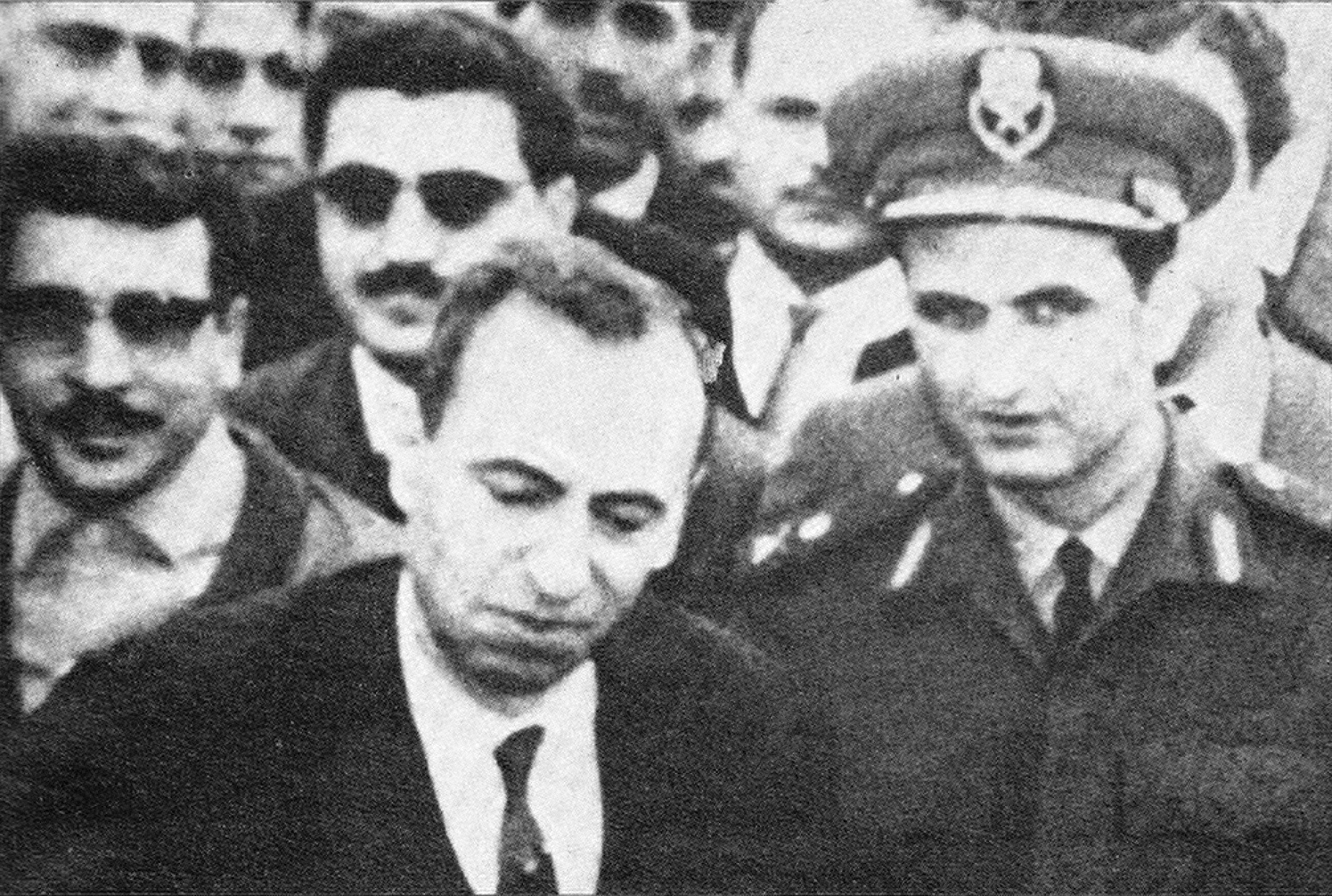
Michel Aflak (z lewej) – główny ideolog baasizmu z Salahem Dżadidem – jednym z organizatorów zamachu stanu w Syrii w marcu 1963

### Początki niepodległości
W 1946 ostatnie wojskowe oddziały francuskie i brytyjskie opuściły Syrię. W 1948 wojska syryjskie wzięły udział w I wojnie z Izraelem. W latach 40. doszło do zjednoczenia dwóch partii: Partii Odrodzenia Arabskiego (arab. ‏Hizb al-Baas al-Arabi‎) oraz Arabskiej Partii Socjalistycznej w wyniku czego założona została partia Baas. Twórcy politycznych formacji czerpali inspirację z europejskich nowoczesnych ruchów nacjonalistycznych, a także organizacji skrajnej lewicy. W marcu 1949 miał miejsce zamach stanu, po którym władzę przejął generał Husni az-Za’im. Zaczął wprowadzanie w życie projektów budowlanych, wzywał kobiety do zaprzestania noszenia kwefów i opracował projekt świeckiej konstytucji. Nie rządził długo, w sierpniu tego samego roku został obalony w wyniku zamachu stanu, dokonanego przez Samiego al-Hinmawiego. W grudniu 1949 miał miejsce trzeci z kolei zamach stanu, na czele którego stanął pułkownik Adib asz-Sziszakli. Według niektórych źródeł jego ostatecznym celem była budowa homogenicznego, arabskiego i muzułmańskiego (sunnickiego) państwa. Wobec braku reformy rolnej, w 1951 i 1952 chłopi z inspiracji Partii Socjalistycznej zorganizowali wystąpienia antyfeudalne. Powstania doprowadziły do pewnych ustępstw ze strony rządu wojskowego. Organizacje opozycyjne względem junty w listopadzie 1953 utworzyły Front Narodowego Sprzeciwu. Miesiąc wcześniej partie zbojkotowały wybory parlamentarne, w których wystartował jedynie prezydencki Arabski Ruch Wyzwolenia, zdobywając komplet mandatów.
W 1954 asz-Sziszakli został obalony, a władzę objął Haszim al-Atasi. Po obaleniu dyktatury wojskowej partia Baas stała się najpopularniejszą partią w kraju. Głosząca potrzebę reform, równość i jedność Arabów (bez względu na wyznanie) zyskała popularność wśród uczniów szybko rozwijającego się szkolnictwa, którzy w znacznej części pochodzili z niższych warstw społecznych lub z dyskryminowanych przez asz-Sziszaklego mniejszości religijnych. Z partią Baas sympatyzowali także urzędnicy, zatrudnieni w rozbudowującym się aparacie biurokratycznym powstającym na potrzeby urbanizacji i gospodarczego interwencjonizmu państwa. Na skutek puczu przywrócono system demokratyczny. We wrześniu 1955 odbyły się wybory parlamentarne, a prezydentem został ponownie Szukri al-Kuwatli. Za jego rządów Syria zaczęła zbliżać się do krajów socjalistycznych. W 1957 otrzymała pomoc od Związku Radzieckiego, co miało trwać przez następne 12 lat. Syria sprzeciwiła się powstaniu Paktu Bagdadzkiego. U schyłku swojej kadencji al-Kuwatli uczestniczył w negocjacjach nad utworzeniem w 1958 Zjednoczonej Republiki Arabskiej, na czele której stanął egipski prezydent Gamal Abdel Naser. W 1959 al-Kuwatli pokłócił się z Naserem, co było końcem jego kariery politycznej. 22 lutego 1958 Syria wraz z Egiptem połączyły się w Zjednoczoną Republikę Arabską. Prezydent Egiptu Gamal Abdel Naser mianował rząd ZRA, w którym było wielu Syryjczyków. Dokonano wtedy reformy rolnej, w wyniku której znacjonalizowano ziemię i rozdano ją chłopom. W 1958 najbardziej wpływowy przywódca Partii Baas, Akram al-Hawrani, został wiceprezydentem kraju, ale już rok później został tego stanowiska pozbawiony. Pretekstem dla podjęcia tej decyzji przez prezydenta Nasera były niskie wyniki wyborcze polityków wywodzących się z Partii Baas, uzyskane w lipcu 1959 w wyborach do lokalnych rad Unii Narodowej. W lipcu 1961 znacjonalizowano wszystkie banki prywatne. 28 września 1961 władzę w Syrii przejęli oficerowie, którymi kierował Abd al-Karim an-Nahlawi. Syria odłączyła się od ZRA. Prezydentem został wybrany Nazim al-Kudsi. Będąc przeciwnikiem socjalizmu, zwrócił część ziemi i fabryk poprzednim właścicielom. Całkowicie zmienił kierunek syryjskiej polityki zagranicznej, w której w latach 1958–1961 dominował panarabizm, starając się zawrzeć trwały sojusz ze Stanami Zjednoczonymi i niechętnymi Naserowi rządami Arabii Saudyjskiej, Libanu i Jordanii. Wdrożył również program reprywatyzacji syryjskiej gospodarki i uzyskał dla kraju kredyty z Banku Światowego. Za jego rządów z armii syryjskiej usunięto oficerów sympatyzujących z naseryzmem oraz z socjalistyczną i panarabską partią Baas. Kudsi został obalony 28 marca 1962 przez an-Nahlawiego, który go aresztował. Kolejny zamach stanu, dokonany przez Abd al-Karima Zahr ad-Dina, przywrócił do władzy Kudsiego. Po powrocie do władzy prezydent usiłował naprawić relacje z Naserem i z syryjskimi socjalistami, powołując rząd naserysty Baszira al-Azmy, który powrócił do wdrażania w kraju zarzuconej w 1961 reformy rolnej.

### Syria baasistowska
8 marca 1963 partia Baas i związany z nią Komitet Wojskowy, dokonała zamachu stanu i przejęła władzę. Do przyspieszenia działań Komitet Wojskowy skłonił udany zamach stanu w Iraku, przeprowadzony przez iracką gałąź partii Baas. Na czele państwa stanęła po przewrocie Narodowa Rada Dowództwa Rewolucji, złożona z dwunastu członków partii Baas i ośmiu naserystów oraz ludzi niezwiązanych z żadną organizacją. Jeszcze na przełomie marca i kwietnia 1963 zwolennicy partii Baas, na czele z ministrem spraw wewnętrznych gen. Aminem al-Hafizem, usunęli naserystów z wojska. Doprowadziło to do wystąpienia zwolenników Nasera (który odnosił się do partii Baas z głęboką niechęcią) i nowego zbliżenia z Egiptem. 18 lipca 1963 naseryści pod wodzą płk. Dżasima Alwana podjęli próbę przejęcia władzy drogą kolejnego zamachu stanu. Został on jednak stłumiony. Al-Hafiz przeprowadził nacjonalizację zasobów ropy naftowej oraz banków należących do właścicieli arabskich. Zacieśnił związki Syrii ze Związkiem Radzieckim i wspierał partyzantkę palestyńską Jasira Arafata. Na nowo przystąpił do reformy rolnej i parcelacji majątków najzamożniejszych ziemian. W kwietniu 1964 stłumił powstanie sunnickie. 25 kwietnia tego samego roku ogłoszona została tymczasowa konstytucja, w której Syrię określono mianem demokratycznej republiki socjalistycznej, a Syryjczyków – jako część wielkiego narodu arabskiego (w myśl koncepcji baasistowskich). Wielokrotne czystki w wojsku i niestabilność kolejnych gabinetów rządowych tracił stopniowo poparcie i dotychczasową bazę. Okazał się również niezdolny do mediowania między frakcjami partii Baas. W rezultacie stracił władzę wskutek kolejnego zamachu stanu 23 lutego 1966, w którym główną rolę odegrali były szef sztabu armii syryjskiej, gen. Salah Dżadid, związany ze skrajnie lewicową frakcją partii, a także Hafiz al-Asad. Po zamachu stanu pełnię władzy w państwie przejęło wojskowe skrzydło partii Baas, w którym dominowali alawici.

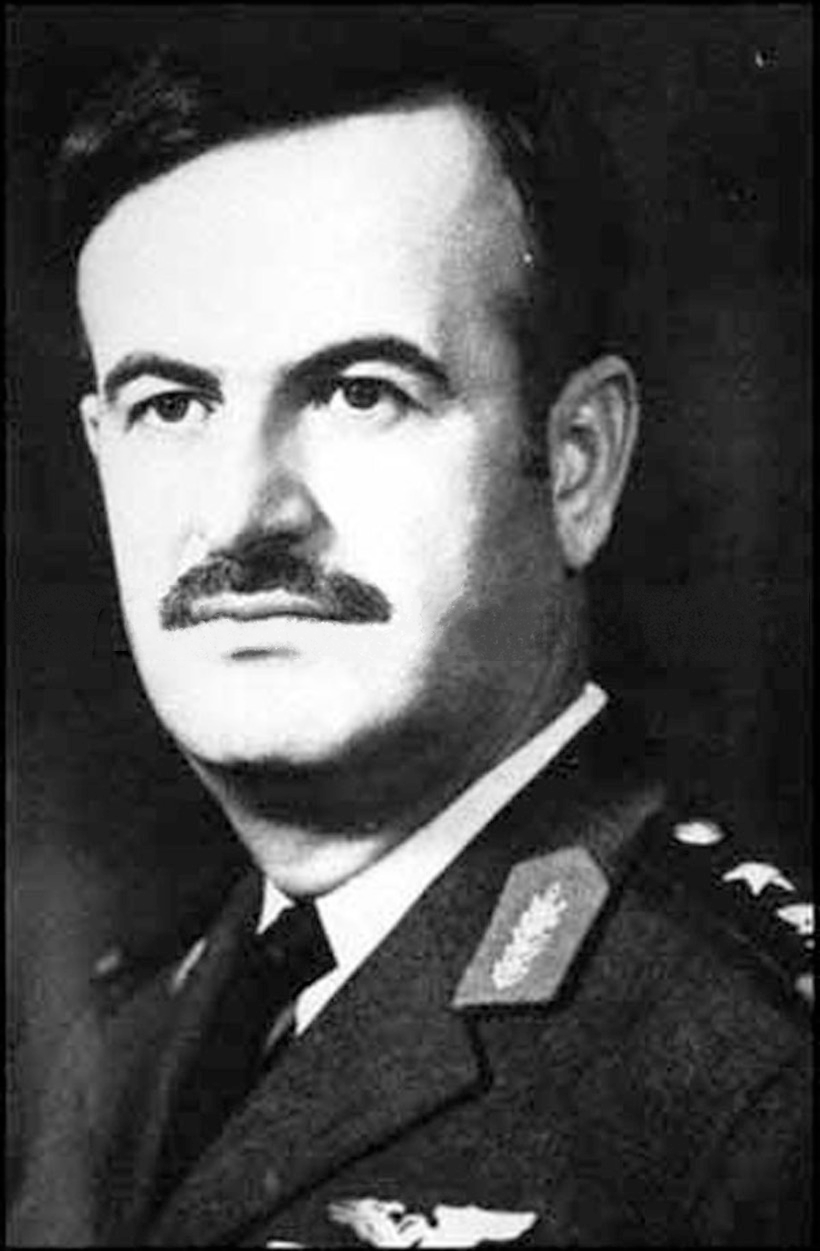
Hafiz al-Asad

Po przejęciu władzy przez Dżadida, w polityce zagranicznej Syria wzmocniła swoje zaangażowanie w walkę Palestyńczyków o niepodległe państwo, szkoląc na swoim terytorium palestyńskich fedainów. Zacieśnienie relacji ze Związkiem Radzieckim doprowadziło do uzyskania z Bloku Wschodniego dostaw uzbrojenia i inwestycji. Trudne były natomiast relacje Syrii z Irakiem po zamachu stanu w Iraku w 1968, kiedy władzę w tym kraju ponownie przejął lokalny oddział partii Baas. Według Dżadida jego przywódcy przyczynili się do upadku poprzednich rządów partii w Iraku pięć lat wcześniej i nie zasługiwali na zaufanie. Wrogość między obydwoma państwami rządzonymi przez oddziały tej samej organizacji jeszcze się pogłębiła, gdy Irak stał się celem emigracji syryjskich basistów odsuniętych od władzy w 1966.
We wrześniu 1966 próbę obalenia rządu podjął Salim Hatum, oficer związany z partią Baas, uczestnik zamachu stanu z marca 1963, rozczarowany faktem, iż nie uzyskał po nim żadnych znaczących stanowisk. Uzyskał poparcie oficerów pochodzenia druzyjskiego, zaniepokojonych wzrostem znaczenia alawitów. Plany przewrotu zostały częściowo wykryte w sierpniu 1966, jednak sam Hatum nie został z nimi powiązany.
W 1967 wybuchła wojna sześciodniowa pomiędzy Izraelem a Egiptem, Jordanią i Syrią. Wojska syryjskie poniosły klęskę, a Syria straciła kontrolę nad wzgórzami Golan na rzecz Izraela.
Po wojnie sześciodniowej między Dżadidem i al-Asadem wybuchł osobisty konflikt. Al-Asad przestał utożsamiać się z polityką prowadzoną przez Dżadida. Nie uznawał własnej współodpowiedzialności za klęskę, lecz twierdził, że była ona skutkiem przyjętego przez Dżadida kursu politycznego. Sam pragnął skupić się na rozwoju armii, by w razie nowej wojny z Izraelem mogła stawić mu czoła. Stopniowo w Syrii wokół Dżadida i al-Asada wykształciły się dwa stronnictwa, a al-Asad przystąpił do eliminowania z armii zwolenników swojego rywala. Dżadid zachował natomiast kontrolę nad aparatem partyjnym. W końcu 1968 pozycja al-Asada i sił zbrojnych była już silniejsza. Przez cały 1969 al-Asad stopniowo ograniczał wpływ Dżadida na państwo, wymuszając rekonstrukcję gabinetu rządowego i dopuszczenie do niego bardziej umiarkowanych polityków, złagodzenie krytyki krajów arabskich nieprowadzących socjalistycznej polityki gospodarczej i retoryki walki klasowej, jaką posługiwano się, komentując bieżące wydarzenia w kraju. W marcu 1969 konflikt między obydwoma działaczami stał się przedmiotem zainteresowania w całym świecie arabskim, a Egipt, Algieria i Irak proponowały przeprowadzenie mediacji między nimi. Ostateczny kryzys w relacjach między Dżadidem i al-Asadem nastąpił we wrześniu 1970. W czasie konfliktu wewnętrznego w Jordanii w 1970 (czarny wrzesień) Dżadid ogłosił poparcie Syrii dla Organizacji Wyzwolenia Palestyny i skierował jej na pomoc brygadę pancerną. Początkowo al-Asad uznał tę decyzję za słuszną. Następnie uznał jednak, że Syria jest zbyt słaba, by prowokować Izrael, a otwarte popieranie Palestyńczyków osłabi jej pozycję międzynarodową, zwłaszcza w oczach wielkich mocarstw.
W 1970 al-Asad przejął władzę; w toku zainicjowanego przez niego Ruchu Korygującego Syria wycofała się z niektórych socjalistycznych reform gospodarczych, wprowadzony został również fasadowy pluralizm partyjny. Partia Baas utworzyła razem z mniejszymi organizacjami lewicowymi Narodowy Front Postępu, do którego weszły również Syryjska Arabska Unia Socjalistyczna, Socjalistyczny Ruch Unionistów, Arabska Partia Socjalistyczna oraz Komunistyczna Partia Syrii. W lutym 1971 w wyborach parlamentarnych 60% mandatów objęli deputowani Baas, pozostałe zaś – inni przedstawiciele lewicy oraz niezrzeszeni. W marcu 1971 na XI kongresie partyjnym al-Asad stwierdził, że długofalowe cele polityczne partii Baas – socjalizm i panarabizm – pozostają niezmienne, natomiast ich realizacja musi zostać poprzedzona umocnieniem Syrii i odzyskaniem utraconych ziem. Do momentu odrobienia strat terytorialnych partia nie miała wdrażać socjalistycznych reform. W 1971 został wybrany prezydentem. 13 marca 1973 uchwalono stałą już konstytucję. W październiku tego samego roku wybuchła wojna Jom Kipur. Syria częściowo odzyskała wtedy wzgórza Golan.
W 1976 Syria wysłała swoje wojska do pogrążonego w wojnie domowej Libanu, które później otrzymały mandat Ligi Arabskiej. Armia syryjska wymusiła na wszystkich stronach konfliktu przyjęcie zawieszenia broni. Walki wkrótce rozgorzały jednak na nowo, a Syria wsparła w nich prawicowe organizacje chrześcijańskie, tj. Falangi Libańskie i Tygrysy. Po stronie syryjskiej do walki włączyły się również palestyńskie organizacje prosyryjskie As-Sa’ika i Ludowy Front Wyzwolenia Palestyny – Główne Dowództwo. W konflikcie wojska syryjskie starły się z koalicją sił OWP i Libańskiego Ruchu Narodowego. Oblicze wojny zmieniło wkroczenie w 1982 do Libanu wojsk izraelskich, które doprowadziły do porażki militarnej sił OWP i w rezultacie ich wycofania się z kraju. Wojska syryjskie zmieniły wówczas front i rozpoczęły walkę z Izraelem i jego chrześcijańskimi sojusznikami. Wojna zakończyła się oficjalnie w 1989 po podpisaniu porozumienia z Taif, a władzę w Libanie de facto przejęli politycy prosyryjscy, którą sprawowali do 2005 (cedrowa rewolucja).
Poważne wyzwanie rządom Asada rzuciło Bractwo Muzułmańskie, odrzucające laickie podstawy rządów partii Baas i sprzeciwiające się rządom alawitów, których uważało za odszczepieńców. W 1979 Bractwo rozpoczęło walkę z rządem al-Asada przy pomocy kampanii terroru indywidualnego, zabijając urzędników partyjnych, oficerów i alawitów. Konfrontacja między wojskiem a islamistami trwała trzy lata i zakończyła się stłumieniem powstania. Ostatnie walki rozegrały się w Hamie, gdzie siły dowodzone przez Rifata al-Asada, brata prezydenta, zniszczyły zabytkowe dzielnice miasta, zabijając w walkach i doraźnych egzekucjach od 3 do 25 tys. islamistów oraz cywilów. W 1984 Asad przeszedł zawał i był hospitalizowany. Wykorzystał to jego brat, który chciał przejąć władzę. Mimo złego stanu zdrowia Asad utrzymał władzę, a Rifat został wygnany. Hafiz al-Asad zmarł w 2000. Władzę po nim objął jego młodszy syn, Baszszar al-Asad.
W latach 1963–2000 Syria pod rządami partii przeszła gruntowną transformację społeczną. W całym kraju upowszechniono elektryczność i dostęp do wody bieżącej. Hafiz al-Asad ukończył budowę tamy na Eufracie, co umożliwiło do 1992 zelektryfikowanie 95% syryjskich wsi (przed oddaniem tamy do użytku zelektryfikowanych było 5%). W 1960 2/3 ludności powyżej 10. roku życia nie umiało czytać i pisać. W 1990 przynajmniej do szkoły podstawowej uczęszczało blisko 100% chłopców i większość dziewcząt, zaś 80% dzieci w wieku 10 lat było piśmiennych. Znacząco rozbudowano sieć szkół, chociaż ich poziom nie zawsze był wysoki. W kraju wzrósł wskaźnik średniej długości życia, spadł zaś – śmiertelności wśród niemowląt. Kolejne baasistowskie rządy dokończyły reformę rolną zapoczątkowaną jeszcze w czasie unii z Egiptem, likwidując zjawisko dzierżawienia ziemi przez chłopów od właścicieli ziemskich za zawyżoną opłatą.
W Syrii pod rządami partii Baas większość przedsiębiorstw, po nacjonalizacjach z lat 1964–1965, należała do państwa. Hafiz al-Asad, chociaż mniej radykalny w poglądach socjalistycznych niż poprzednie rządy, nie zliberalizował gospodarki, zachowując nad nią kontrolę państwową. Jedynie w 1991 wprowadzone zostały pewne ułatwienia dla przedsiębiorców, mające zachęcić zagranicznych inwestorów. Poziom represyjności rządów w Syrii zmieniał się w zależności od tego, na ile władze kraju czuły się zagrożone (był szczególnie wysoki po stłumieniu powstania islamistów). Równocześnie niezmiennie szerokie możliwości działania miały agencje wywiadu, które prawo stanu wyjątkowego wyjmowało spod wszelkiej kontroli. Organy państwowe były również wysoce skorumpowane.
Partia Baas i jej doktryna znacząco ukształtowały mentalność społeczeństwa syryjskiego i sposób postrzegania przez nie wielu problemów gospodarczych oraz politycznych (zwłaszcza z zakresu międzynarodowych relacji Syrii). W szkołach syryjskich obowiązkowe były zajęcia, podczas których przekazywano podstawy ideologii partii i wpajano kult Hafiza al-Asada. Za sprawą partii szczególne miejsce w kulturze politycznej Syrii zajęła specyficzna wizja narodu arabskiego. Również język wystąpień publicznych polityków syryjskich oraz język mediów w znacznej mierze kształtowany był przez aparat pojęciowy wprowadzony przez baasizm. Wpływ baasizmu spadał jednak w miarę upowszechniania się narzędzi szybkiego obiegu informacji.

#### XXI wiek, wojna domowa i upadek baasistowskiego reżimu
W styczniu 2011 rozpoczęły się protesty przeciw rządom Baszszara al-Asada, które przerodziły się w wojnę domową.
W grudniu 2024 przemoc wybuchła ponownie. Frakcje rebeliantów, dowodzone przez islamistyczną grupę Hajat Tahrir asz-Szam (HTS), przejęły kontrolę nad Aleppo, co wywołało kampanię odwetowych nalotów prezydenta Syrii Baszszara al-Asada, wspieranego przez Rosję. Ataki, których celem były skupiska ludności i kilka szpitali w kontrolowanym przez rebeliantów mieście Idlib, według grupy ratunkowej Białe Hełmy oprowadziły do śmierci co najmniej 25 osób. Kraje NATO wydały wspólne oświadczenie wzywające do ochrony ludności cywilnej i krytycznej infrastruktury w celu zapobiegania dalszym przesiedleniom i zapewnienia dostępu pomocy humanitarnej. Podkreślono pilną potrzebę rozwiązania politycznego pod przewodnictwem Syrii, zgodnie z rezolucją Rady Bezpieczeństwa ONZ nr 2254, która opowiada się za dialogiem między rządem syryjskim a siłami opozycji. Ofensywa rebeliantów, która rozpoczęła się 27 listopada 2024, kontynuowała postępy w prowincji Hama po zdobyciu Aleppo.
4 grudnia 2024 roku w prowincji Hama wybuchły zaciekłe starcia, gdy armia syryjska zaangażowała się w walkę z islamistycznymi powstańcami, próbując powstrzymać ich marsz na kluczowe miasto Hama. Siły rządowe twierdziły, że rozpoczęły kontrofensywę ze wsparciem lotniczym, odpychając frakcje rebeliantów, w tym Hajat Tahrir asz-Szam (HTS), około sześciu mil od miasta. Jednak pomimo posiłków rebelianci zdobyli miasto 5 grudnia. Walki doprowadziły do powszechnych przesiedleń, uciekło prawie 50 000 osób, a ponad 600 osób poniosło śmierć, w tym 104 cywilów.
8 grudnia 2024 siły opozycyjne zdobyły stolicę Damaszek, obalając rząd Baszszara al-Asada i kończąc 53-letnie rządy rodziny Asadów w kraju.

### Syria pobaasistowska
Po upadku reżimu Asada dziewiąty i ostatni premier Asada, Muhammad Ghazi al-Dżalali, przy wsparciu opozycji i Abu Muhammada al-Dżulaniego, nadal przewodził rządowi tymczasowemu, aż do utworzenia 10 grudnia 2024 rządu przejściowego pod przywództwem Muhammada al-Baszira. Al-Dżalali wezwał do przeprowadzenia nowych wyborów, aby naród syryjski mógł wybrać nowych przywódców.
Krótko po upadku reżimu Assada Izrael rozpoczął lądowanie w strefie buforowej Purpurowej Linii w pobliżu Wzgórz Golan, a także serię ataków powietrznych na syryjskie składy wojskowe i bazy morskie. Siły Obronne Izraela twierdzą, że niszczą infrastrukturę wojskową partii Baas, w tym fabryki broni chemicznej, aby rebelianci nie mogli z niej korzystać.
Pomimo upadku reżimu Assada, wspierani przez Turcję bojownicy Syryjskiej Armii Narodowej w północnej Syrii kontynuowali ofensywę przeciwko wspieranym przez USA siłom SDF aż do osiągnięcia zawieszenia broni 11 grudnia. HTS przyłączył się również do ofensywy przeciwko SDF, próbując rozbroić i zintegrować te ostatnie z siłami zbrojnymi kierowanymi przez HTS, grożąc SDF atakiem na pełną skalę na obszary zajmowane przez SDF; HTS działa zgodnie z żądaniami Turcji, która stwierdziła, że "wyeliminowanie" SDF jest jednym z jej celów strategicznych.
Rząd przejściowy obiecał zezwolić chrześcijanom i innym mniejszościom na kontynuowanie praktykowania ich religii bez przeszkód. Jednak spotkało się to z wątpliwościami, ponieważ niektóre siły rebelianckie miały powiązania z Al-Kaidą i Państwem Islamskim. Użycie flagi islamskiej przez nowy rząd obok flagi opozycji również wzbudziło obawy, ponieważ sugeruje, że nowe państwo może być mniej świeckie. Krytykowano również brak reprezentacji kobiet w gabinecie tymczasowym. Aisha al-Dibs została mianowana ministrem ds. kobiet 22 grudnia 2024 roku.
12 grudnia 2024 roku rzecznik rządu przejściowego w rozmowie z Agence France-Presse poinformował, że na czas trzymiesięcznej kadencji rządu konstytucja i parlament zostaną zawieszone, a także że zostanie powołana „komisja ds. wymiaru sprawiedliwości i praw człowieka”, która dokona przeglądu konstytucji przed wprowadzeniem do niej zmian.
29 stycznia 2025 roku, podczas Konferencji Zwycięstwa Syryjskiej Rewolucji, Hassan Abdel Ghani, rzecznik Dowództwa Operacji Wojskowych rebeliantów, ogłosił nominację Ahmada asz-Szary na prezydenta Syrii przez Dowództwo Generalne Syrii.
8 marca 2025 roku brytyjski SOHR poinformował, że syryjskie siły bezpieczeństwa i prorządowi bojownicy dokonali masakry ponad 700 alawickich cywilów podczas starć w zachodniej Syrii.
10 marca 2025 roku SDF zgodziło się połączyć z Siłami Zbrojnymi Syrii, po tym jak przywódca SDF Mazloum Abdi spotkał się z asz-Szarą. Trzy dni później asz-Szara podpisał tymczasową konstytucję obejmującą pięcioletni okres przejściowy.
W dniu 29 marca 2025 roku drugi syryjski rząd tymczasowy został ogłoszony przez prezydenta Syrii Ahmada asz-Szarę podczas ceremonii w Pałacu Prezydenckim w Damaszku, podczas której nowi ministrowie zostali zaprzysiężeni i wygłosili przemówienia przedstawiające ich programy. Rząd zastąpił pierwszy syryjski rząd tymczasowy, który powstał po upadku reżimu Assada w dniu 8 grudnia 2024 roku.
Pod koniec sierpnia 2025 mają odbyć się pierwsze wybory parlamentarne od obalenia reżimu baasistów.

## Podział administracyjny

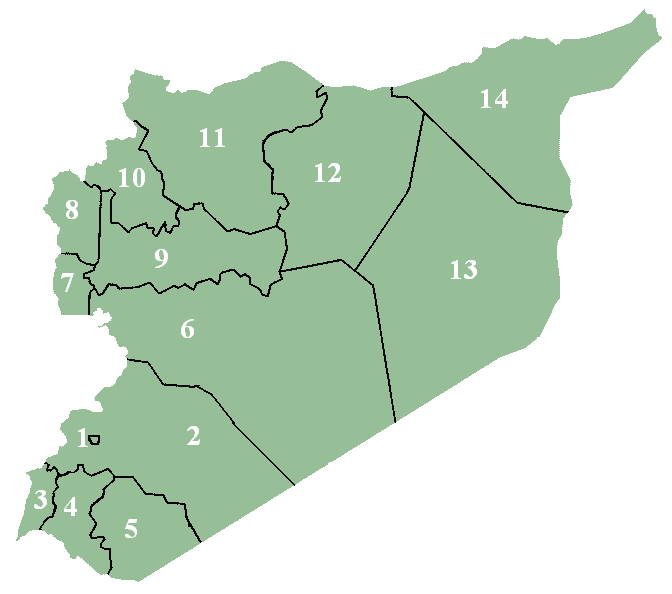
Podział administracyjny Syrii

Syria jest podzielona na 14 prowincji (muhafaz):
1. Miasto Damaszek (miasto wydzielone[4])
2. Damaszek
3. Al-Kunajtira
4. Dara
5. As-Suwajda
6. Hims
7. Tartus
8. Latakia
9. Hama
10. Idlib
11. Aleppo
12. Ar-Rakka
13. Dajr az-Zaur
14. Al-Hasaka

### Rożawa
Północna oraz wschodnia Syria de facto jest kontrolowana przez Autonomiczną Administrację Północnej i Wschodniej Syrii, która uważa się za autonomiczny region Syryjskiej Republiki Arabskiej. Autonomiczny region zamieszkały jest przez ok. 2,5 mln ludzi (w listopadzie 2014 wskutek napływu uchodźców, populację szacowano na 4,6 mln), w większości Kurdów, którzy stanowią ok. 60% ludności regionu.

## Demografia

### Ludność
Według danych z kwietnia 2014 kraj zamieszkiwało wtedy 22 087 048 osób; dla porównania, w 2011 mieszkańców było około 21 337 000, w 2004 17 920 884, a w 1981 – 9 052 628. Wedle szacunków ONZ około 5 tys. osób opuszcza Syrię każdego dnia. UNHCR szacuje, że pod koniec roku około 10,25 mln Syryjczyków będzie wymagało pomocy dla uchodźców.

### Struktura narodowościowa w 2020
- Arabowie syryjscy – 63,8%
- Kurdowie – 8,1%
- Arabowie saudyjscy – 7,5%
- Arabowie Alawici – 7,2%
- Arabowie Druzowie – 3,1%
- Arabowie iraccy – 2,3%
- Turkmeni – 1,6%
- Asyryjczycy – 0,86%
- Beduini – 0,44%
- pozostali – 5,0% (w tym: Arabowie libańscy, Arabowie egipscy, Ormianie, Persowie, Osetyjczycy, Azerowie, Kabardyjczycy i Domowie)[71].

### Wyznania religijne
Struktura religijna kraju w 2020 według World Christian Database:
- islam – 94,3% (w tym: sunnici, alawici, druzowie, imamici i ismailici)
- chrześcijaństwo – 3,6% (prawosławie – 2,4%, Katolickie Kościoły wschodnie – 1,0%, protestanci i pozostali – 0,2%)
- brak religii – 2,1%.

## Gospodarka
- wydobycie, przetwórstwo i eksport ropy naftowej, do tego występują gaz ziemny oraz fosforyty[4]
- rolnictwo; uprawa: zboża (pszenica, jęczmień, kukurydza, proso), bawełna, buraki cukrowe, warzywa (pomidory, ziemniaki, ogórki, bakłażany, cebula, soczewica)[4]
- koczownicza hodowla: owce, kozy, konie, wielbłądy, muły[4]
- turystyka; w 2003 wpływ z turystyki zagranicznej wyniósł 2,3 mld $[4]

W 2011 PKB wyniósł 64,7 mld USD – 5100 USD na mieszkańca, bezrobocie wyniosło 17,8% (2013), inflacja – 59,1% (2013), dochody budżetowe wyniosły 2,38 mld USD, a wydatki 7,58 mld USD (2013).
Wartość eksportu wynosi 2,675 mld USD (2013), a importu 8,971 mld USD (2013). Ludność żyjąca poniżej progu ubóstwa: 11,9% (2006). Alfabetyzacja mieszkańców w 2005: 77%.

## Siły zbrojne
Syria dysponuje trzema rodzajami sił zbrojnych: siłami lądowymi, marynarką wojenną oraz siłami powietrznymi. Wojska syryjskie liczą 178 tys. żołnierzy zawodowych oraz 570 tys. rezerwistów. Według rankingu Global Firepower (2015) syryjskie siły zbrojne stanowią 36. siłę militarną na świecie, z rocznym budżetem na cele obronne w wysokości 1,9 mld dolarów (USD).